# Миноносец №208
№ 208 — один из 25 миноносцев типа «Пернов», построенных для Российского Императорского флота.

## Строительство
8 апреля 1895 года зачислен в списки судов Балтийского флота, в декабре 1896 года заложен на Новом Адмиралтействе в Санкт-Петербурге. Строился разборным и был собран во Владивостоке, куда перевезён по железной дороге (по другой информации — на пароходе «Херсон» Добровольного флота). Спущен на воду 28 октября 1897 года, испытан 28 октября 1898 года.

## Служба
Миноносец вступил в строй в 1899 году.
4 июля 1904 года погиб на мине в районе острова Скрыплёва (1 убитый, 5 раненых). По другим данным, было 5 раненых, но никто не погиб.

## Память
В 2011 году появилась первая информация о том, что погибший миноносец был найден командой «Сфера Дайвинга», в частности, что обнаружил миноносец краевед Роман Фадеев. Дата первого обследования — июль 2011 года. Поднятые артефакты переданы на временное хранение в Общество изучения Амурского края.
С 9 февраля 2014 года в филиале музея Тихоокеанского флота «Ворошиловская батарея» на острове Русский действует постоянная экспозиция, посвященная миноносцу № 208. Экспозиция подготовлена силами секции подводных исследований Общества изучения Амурского края (ОИАК), Владивостокского диггер-клуба (ВДК) и музея «Ворошиловская батарея» при поддержке ПТФ «Корпус».